# 羅士
羅士，OBE（1876年1月18日—1923年10月15日），英國殖民地官員，1917年至1923年間任香港郵政司。
羅士早年就學於曼徹斯特維多利亞大學，1899年加入海峽殖民地政府，之後被調派至香港。他於香港擔任各種公職，包括田土廳經歷、遺孀和孤兒撫恤基金總監、理民官等職位。署理理民官任內，他曾主張興建九廣鐵路沙頭角支線。
而於郵政司任內，羅士見證香港遞送至英國的郵包。超越了運至香港的郵包的數量，亦曾探討將香港郵件以飛機運至上海一事。此外，縱使香港郵政服務受一戰影響，服務仍然能夠於短期內回復正常。擔任郵政司期間，他一度署任華民政務司一職，並於1921年獲委任為一委員會主席，負責應對工廠童工問題。

## 早年生涯
1876年1月18日，羅士出生於英國卡地夫，是約瑟夫·卡恩·羅士和凱特·塞爾文（Kate Selwyn）的長子，他另有弟弟肯尼夫·塞爾文·卡恩·羅士（Kenneth Selwyn Carne Ross）、奈傑爾·道格拉斯·卡恩·羅斯（Nigel Douglas Carne Ross）和妹妹葛蕾蒂絲·凱瑟琳·卡恩·羅士（Gladys Katherine Carne Ross）。羅士早年受教於阿賓漢姆學校（Uppingham School），後負笈曼徹斯特維多利亞大學修讀英文及文學。

## 殖民地生涯
1899年，羅士以官學生的身份加入海峽殖民地政府，但旋即被調派至香港。羅士加入港府後，於1902年獲委任為田土廳經歷，之後於1903年至1904年年間先後署任郵政司和助理輔政司職位。1907年，他先後擔任遺孀和孤兒撫恤基金總監以及皇仁書院考試委員會委員，之後於翌年署任理民官一職，至1913年正式擔任此職。
羅士於署理理民官任內，曾主張興建九廣鐵路沙頭角支線。他搜集來往沙頭角至深圳和大埔至鯊魚涌的客貨數據，並認為可令新界東北的居民出行更方便，以及改善香港和中國兩地交通。行政局於1911年2月一致通過沙頭角支線興建工程。粉嶺至石涌凹段於同年12月21日通車，至翌年4月1日全線通車。
1917年，羅士署任郵政司一職，至1921年更正式擔任此職。同年，他一度署任華民政務司兼婚姻註冊官，因此他亦獲委任為行政立法兩局議員。郵政司任內，郵包的數量大幅增長，由香港遞送至英國的郵包甚至於1918年超越了運至香港的郵包的數量。羅士認為箇中原因是港元匯率高，令貨品價格較英國便宜，許多居民因此於香港購買產品後郵遞至英國。另外，由於香港通往加拿大的航線被用作軍事用途，香港遞送至加拿大的郵包送遞服務需要暫停。
1919年，政府計劃將香港郵件以飛機運至上海，羅士表示計劃尚有許多細節待解決。他認為中國是否容許香港飛機駛入其境內，又質疑若於運送過程中遇上意外，應由誰負責損失。而且，他認為空運成本高昂，會令許多使用者卻步。同年8月，《華字日報》再次就著此事訪問羅士，他表示香港郵件數量不足以空運，也再次重申若使用空運，郵費將會十分昂貴，並不是許多使用者願意採用。他又認為發展客運航空業能夠為政府帶來相當可觀的收入，但中國政府仍未為著此時與香港政府商討。一戰後，香港郵政服務於1921年逐步回復正常，香港與敵對國的郵政服務得以恢復；鐵行來往英國與遠東的郵遞服務亦得以恢復。此外，郵政服務亦有突破性的進展，當中「亞洲公主號」運送接近20000封郵件至香港，是歷年之最。另外，郵票收益也是歷年最高。
而在署任華民政務司任內，羅士於1921年獲委任為一委員會主席，負責應對工廠童工問題。他與其他委員巡視工廠、並訪問工人和負責人。他們發現童工工時相當長，認為需要就著童工問題立法，禁止聘用11歲以下兒童，13歲以下兒童每星期也不應工作超過54小時。委員會的意見為香港政府所接受，並於同年9月通過《兒童工業僱傭法案》（Industrial Employment of Children Bill）。

## 死於任內
1923年，羅士被診斷出喉部有癌症，需要回國治療。離港當天，他受到大批朋友的歡送。羅士回國後，接受紓緩治療。同年10月15日，他於倫敦一療養院接受麻醉期間逝世，終年47歲。死因聆訊於同年11月進行，最後裁定麻醉完全按程序進行，羅士是死於自然。